# 绞刑

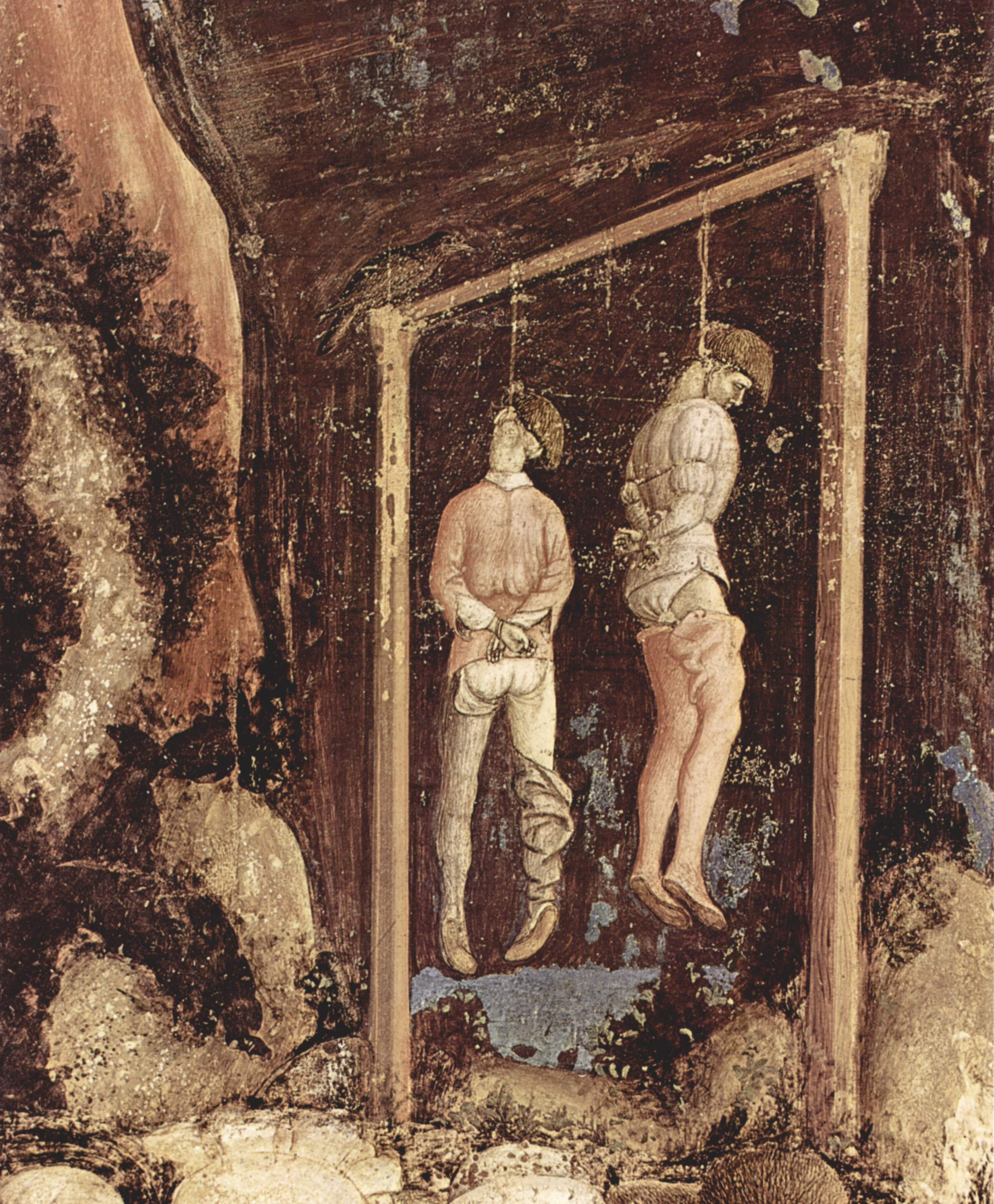
義大利畫家安東尼奧·皮薩內洛作品，1436年—1438年

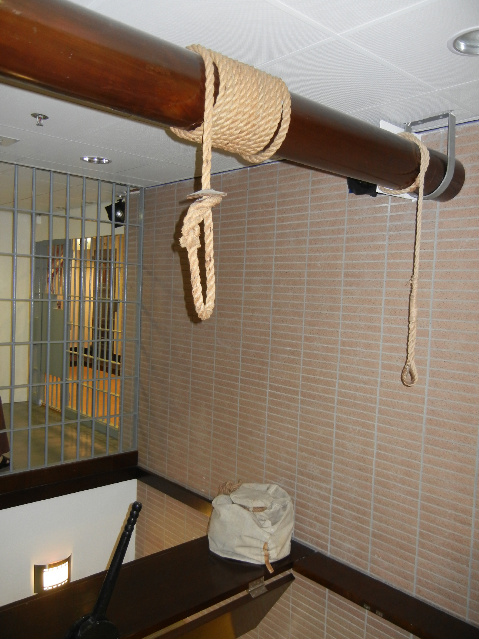
仿製執行绞刑時期的絞刑台（香港懲教博物館展品）

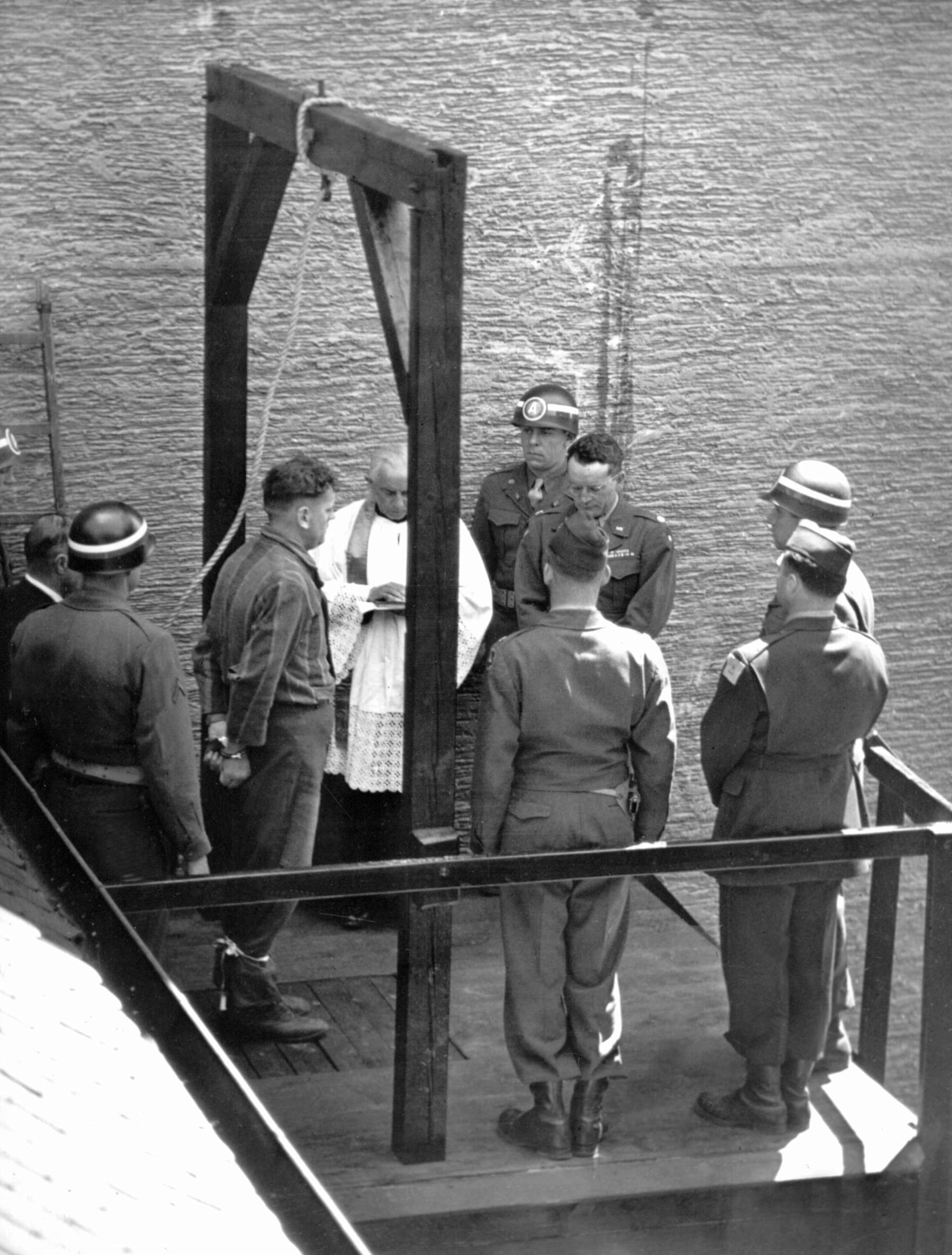
第二次世界大戰結束後，美國陸軍處決一名納粹戰犯（1946年1月2日）

绞刑分为“縊死”（吊死）和“勒死”两种。“縊死”（吊死），是指以将人的頸部吊在半空，以其自身的重力，拉紧颈部绳索，从而引起死亡。“勒死”则是以绳索勒住人的脖子而使之窒息而死。
绞刑一般是指执行死刑。又称問絞、問吊、吊首、繯首死刑等。

## 方法和原理
一般而言，把受刑者吊在樹上或樑上是最简单的方法。這种方法亦称為上吊。現時執行時通常將犯人双手反绑，站在活門上（南韓的絞刑是坐在活門上執行的），黑布蒙頭（在日本的絞刑多數是用白布條蒙眼，而昔日英國則用白色的頭套），然後在頸部繫上絞刑繩。當執行者拉開活門，犯人就會頸椎折断致死。
亦有像拔河那样的缢杀方法，即兩组人員在兩旁拉扯绳索，勒死在中间的人。
绞刑死亡的原因相当复杂，大致可以分为以下幾类：
- 颈部大动脉受压迫以至于血管闭塞，导致脑部缺氧死亡（绝大多数）
- 頸椎折断导致中枢神经破坏（高处下坠，只有在問吊中发生）甚至頭部掉落
- 一般吊繩圈套人的脖子後頸處上方會有一段螺狀繩結，當受刑人落下時，勒緊的脖子使得後腦自然向後仰，和該繩結因落下作用力牽引反彈，繩結力道足以將後仰的人頸椎折斷，達到快速致死作用
- 气管闭塞导致窒息（虽然大多数人以为这是死亡的主因，但实际上极少发生这种情况）
- 因颈部神经受压而引起的心脏骤停

行刑時所用繩索的長度亦需經過充分計算，在早先多個失敗案例的背景下，英國政府制定官方絞刑公式表，用以科學計算體重和繩索間的關係。現今，雖然英國已經廢除死刑，但在包括新加坡在內的未廢除死刑的英聯邦國家仍以此表為標準計算繩索長度。

### 吊起
即使在这种最不可能造成瞬间死亡的方式中，大部分犯人都不会挣扎很久，因为勒紧的绞绳阻塞了动脉向脑供血。
伊朗就是用此方式執行公開絞刑。

### 短距墜落
与吊起类似，方法是让犯人站在梯子，马背，马车等物上，然后撤去脚下物体令其死亡。如納粹德國战犯卡爾·赫曼·法蘭克（Karl Hermann Frank）在1946年于布拉格被如此处刑。

### 標距墜落
由愛爾蘭人薩繆爾·霍頓（Samuel Haughton）提倡，從1866年開始在英國採用並傳播開來的方法，使用1.2-1.8米長的繩子，被認為是一種人道的方法。一些納粹德國戰犯如里賓特洛甫就是這樣被絞決的，1946年10月28日LIFE MAGAZINE報導說“活板一打開，隨著一聲介於脆響和悶響間的聲音，他死了，繩子顫了一下然後就拉得筆直”。

### 長距墜落
長距墜落（long drop）可說是最人道的絞刑執行方式，也是目前最常用的絞刑方法，是基於標距墜落的改良。絞繩依死刑犯體重之不同決定其長度，多介於1.5到2.7公尺之間。執行時將受刑人站立於活門上，行刑者將絞索套住受刑人之頸部後開啟地上之活門，使得受刑人墜落預定長度。墜落距離約能產生1,000磅(約453.59公斤)之力，足以造成頸椎骨折，受刑人約0.06秒內失去意識，且能快速造成腦死。如果绳结（由金属环构成）被正确的置于犯人下巴左侧，则他的身体停止下坠时，头部会向后仰去。配合足够的拽力，其颈椎会从第二和第三节处断开，造成瞬间昏迷和迅速死亡。如果金属环的位置不准确，犯人的头部向前倾，则作用力会集中在气管，造成犯人最终死于漫长的窒息过程。事实上，让绳索的力量作用于颈椎并最终造成死亡的，是最后15厘米左右的下坠，而这个过程通常仅需要0.02到0.03秒。可见，正确执行的长坠式绞刑是一种理想的行刑手段。然而，犯人的体重以及绳索长度的不同，会直接影响作用在颈部的拽力。拽力太大，则犯人很可能会身首分离；拽力太小，犯人的頸椎不能被瞬间拽断。
1890年代，将手绑在身后的方式因其操作便利成为主流。在长坠式处决中，为防止犯人横跨活动平台而破坏死刑进程，将犯人的脚踝绑在一起成为标准操作。
例如伊拉克前總統便是被此方法處死的。后来传出的录像显示，萨达姆脖子上有一道撕裂伤口，处决用绳长过长了。萨达姆·侯赛因同母异父兄弟、伊前情报部门负责人巴尔赞·易卜拉欣·提克里特2007年1月15日被处决时，当即身首异处。目前新加坡、伊拉克、馬來西亞、以及日本等國家就是使用這種方式行刑，而之前許多歐美及英聯邦國家及地區也曾用此方法處決犯人，如英國、加拿大及香港等。这种方式可能会把头拉掉，如1962年绞决亚瑟·卢卡斯，加拿大最后2个被绞决者之一时就发生了。
英国的绞刑技术文化输出到各英属殖民地：澳大利亚、加拿大、南非、爱尔兰、印度、香港、新加坡、马来西亚等国家和地区。明治维新时期的日本在1880年用绞刑代替斩首，并在控制朝鲜后将绞刑技术带到朝鲜半岛。

### 繯首死刑

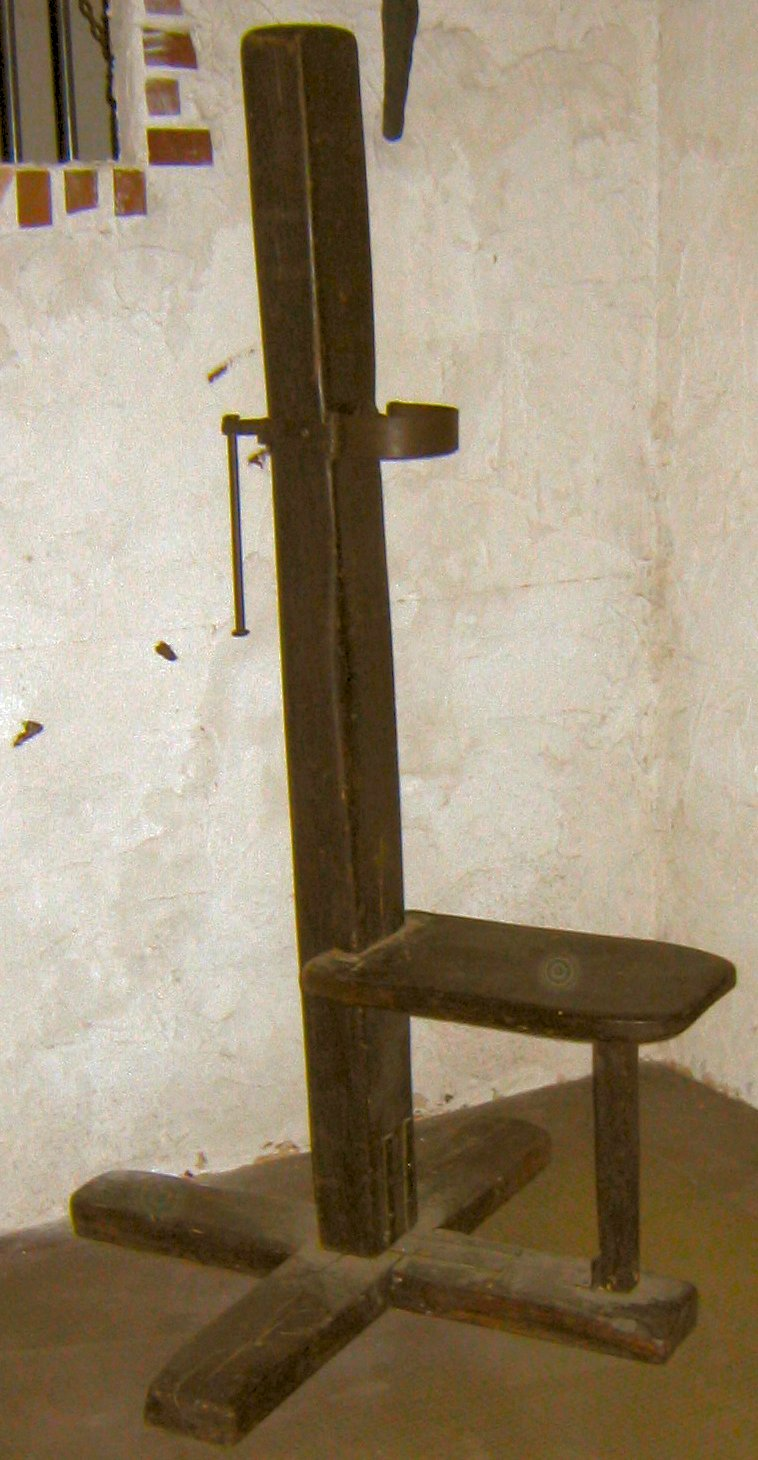
繯首架

繯首死刑（Garotting）最初用於西班牙，利用螺旋技術，將受刑人的頸部勒住窒息而死。犯人會坐上繯首架，双手被反绑在柱子上，劊子手將繯首架上繩子套住受刑人的脖子，而絞繩後方綁著一支短棍。這時，隨著劊子手轉動把柄，絞繩便會將死刑犯的頸部緊緊套住，然後痛苦的窒息致死。
隨著科技進步，1852年西班牙發明較新型的繯首死刑，將繯首架機械化，這樣能幫劊子手省力，也希望能減少受刑人的痛苦。新的執行方法將原本的絞繩取代為螺絲釘，至於固定死刑犯的頭部，改用鐵繯加以固定。當劊子手轉動短柄，螺絲釘會從頸部後方鑽進脊椎內，然後切斷頸椎。但是這樣的方法並不一定能減少受刑人痛苦，因為螺絲釘不一定會鑽進脊椎內。

## 概況
世界各国均曾以绞刑处決犯人。在歐洲，多数情況下，受绞刑的都是平民或是重大刑案犯人（古時貴族多用砍头，後多用行刑隊槍斃），使用绞刑被当作是侮辱的象征。因此，参与第二次世界大战的战犯許多以绞刑处死，而不是用軍人使用的槍決方式。

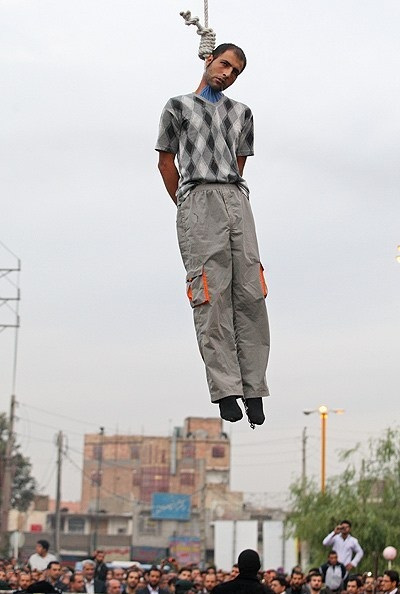
2011年10月26日，伊朗對一名被判強姦罪的男子進行公開處決

與西方相反，在中国历史上，绞刑通常是較高等的死刑，因為身首異處是不榮耀的象徵。王、公貴族或三公宰輔等高官，為了保留屍體的完整性，通常會請求皇帝“自縊賜死”或“绞刑处死”，而不是可能导致身首异处的斩首，如馬嵬驛之變的楊貴妃就是被賜自縊。
英国曾以問吊作為其車裂刑的第一步，而犯人不会在此阶段中死去。
現今世界上仍以絞刑處決死囚的主要國家為日本、韓國（已暫停執行）、马来西亚、新加坡、伊朗、埃及與保留死刑的英联邦國家。

### 中国的绞刑
早在中國古代就已經有了絞刑，例如清康熙年間三藩之亂，吳三桂之子吳應熊與女兒吳世霖因涉及叛亂被判處絞死（即絞刑）。
1916年时任北洋政府大总统黎元洪已下令废除斩首的行刑方式，并从意大利进口了一台绞架。1919年4月15日，袁世凯心腹洪述祖因谋杀宋教仁而被判绞刑，成了中国近代司法史上死于绞刑的第一人。刽子手没有执行绞刑的经验，当洪述祖脚下的踏板被抽出后，他的身体在下坠一段距离之后便身首分離。1927年以绞刑处决李大钊等20人时，使用的是洪述祖案的同一绞刑架，它现存于中国历史博物馆，为国家一级文物，编号0001。